# Anger Management
Anger Management (conocida también como Ejecutivo Agresivo en España o Locos de ira en Hispanoamérica) es una película cómica del año 2003, protagonizada por Jack Nicholson y Adam Sandler, dirigida por Peter Segal y escrita por David S. Dorfman.

## Sinopsis
David "Dave" Buznik (Adam Sandler) un hombre con una difícil infancia y bastante tímido, es un hombre de negocios que trabaja para una compañía de ropa para mascotas de Nueva York. Tiene un exigente jefe, Frank (Kurt Fuller), que frecuentemente le quita crédito a sus trabajos, lo menosprecia y lo explota con frecuencia. Su novia, Linda (Marisa Tomei), es amiga de Andrew (Allen Covert), un excompañero de la escuela, cuya presencia hace sentir inseguro y bastante celoso a Dave, con el pensamiento de que está siendo engañado por su pareja.  
Debido a un malentendido a bordo de un avión, en donde una azafata es herida, supuestamente por culpa de Dave y su ira, es sentenciado a una terapia para el control de la ira, dirigida por el Dr. Buddy Rydell (Jack Nicholson), un terapeuta impredecible y excéntrico que casualmente lo acompañaba en ese avión. 
Tras la primera sesión de grupo, Buddy toma un interés especial por su nuevo paciente, y le asigna un compañero de terapia, Chuck (John Turturro), un maniático y paranoico excombatiente de guerra. Hubo un nuevo incidente junto a Chuck, en donde al tratar de defender a su compañero mientras un ciego le pega, Dave le quita el bastón al ciego y sin querer le pega a una camarera. Por eso Dave es nuevamente sentenciado, y para ayudarlo a dejar su ira atrás, Buddy se ofrece a vivir con él, acompañándolo a cualquier lugar que va, atormentándolo y avergonzándolo en público constantemente. La relación de Dave y Buddy se hace más tensa, viviendo situaciones en las que aspectos de la vida de Dave se ven involucrados, como su trabajo y su novia. En la última fase del proceso, Linda lo abandona cuando estaba por pedirle casamiento, por orden de Buddy, causándole un nuevo ataque de ira siendo sentenciado a no poder acercarse a su terapeuta y a su novia (que para colmo están de novios) mediante una orden de restricción.
Sin embargo, por fin, Dave se rebela ante su jefe, que ascendió a su odiado Andrew en vez de él, que estaba hace 6 años en la empresa. Enfadado, Dave agarra los palos de golf del Jefe (cosa que todos tienen prohibido hacer) y destruye furioso gran parte del despacho general. Después de insultarlos a ambos, va a un partido de baseball en donde supuestamente Buddy y Linda iban a casarse y los interrumpen. Para terminar con el tratamiento, Dave debe superar el miedo a besar chicas delante de todos, cosa que le pasaba desde pequeño pero lo logra. Al final se da cuenta de que todo esto fue absolutamente armado por Buddy, para que el hombre de negocios deje de tener ira.

## Reparto
- Adam Sandler - Dave Buznik
- Marisa Tomei - Linda
- Jack Nicholson - Buddy Rydell
- John Turturro - Chuck
- Luis Guzmán - Lou
- Jonathan Loughran - Nate
- Krista Allen - Stacy
- January Jones - Gina
- Kurt Fuller - Frank Head
- Lynne Thigpen - Juez Brenda Daniels
- Woody Harrelson - Galaxia/Gary, el guardia de seguridad
- Heather Graham - Kendra
- Harry Dean Stanton - Ciego (sin acreditar)
- Allen Covert - Andrew
- John C. Reilly - Arnie Shankman/Pana Kamanana
- Adrian Ricard - Rose Rydell
- Kevin Nealon - Sam
- Nancy Walls - Asistente de vuelo
- Bobby Knight - Bobby Knight
- John McEnroe - John McEnroe
- Bob Sheppard - Bob Sheppard
- Derek Jeter - Derek Jeter
- Roger Clemens - Roger Clemens
- Rudy Giuliani - Rudy Giuliani
- Lindsay Weber - Hermana de Arnie
- Melissa Mitchell - Sara Plowman

## Recibimiento
Anger Management recibió críticas mixtas. Según Rotten Tomatoes el 43 % de los críticos calificaron a la película positivamente, con un promedio de 5,1 sobre 10, basado en 179 reseñas. En Metacritic la película consiguió un promedio de 52 sobre 100, basado en 38 reseñas.
Esta es la última película de la actriz Lynne Thigpen, que falleció un mes antes del estreno, y fue dedicada a ella.

## Serie de televisión
En el año 2012 se estrenó una serie de televisión basada en la película. La serie está producida por Joe Roth. Charlie Sheen interpreta el papel que Jack Nicholson hizo en la película.